# Янів Хутір
Я́нів Хутір (до 2024 року — Перше Травня) — село в Україні, у Березівській сільській громаді Шосткинського району Сумської області. Населення становить 46 осіб.

## Назва
19 вересня 2024 року Верховна Рада підтримала перейменування села Перше Травня на Янів Хутір. 26 вересня 2024 року перейменування набуло чинності.

## Географія
Село Янів Хутір розташоване неподалік від витоків річки Янівка. Примикає до села Янівка, на відстані 1 км розташоване село Попівщина. 
Поруч пролягає автомобільний шлях М02 E101.

## Історія
12 червня 2020 року, відповідно до розпорядження Кабінету Міністрів України № 723-р «Про визначення адміністративних центрів та затвердження територій територіальних громад Сумської області», село увійшло до складу Березівської сільської громади.
19 липня 2020 року, в результаті адміністративно-територіальної реформи та ліквідації Глухівського району, село увійшло до складу новоутвореного Шосткинського району.